# Tånglakefiskar
Tånglakefiskar (Zoarcidae) är en familj i underordningen tånglakelika fiskar (Zoarcoidei). Arterna förekommer från Arktis till Antarktis i alla hav men de flesta finns i norra Stilla havet.
Ryggfenor, stjärtfenor och analfenor är sammanvuxen till ett band. Bukfenor är oftast små eller saknas. Kroppslängden ligger beroende på art mellan 7 centimeter och 1,1 meter (störst är Macrozoarces americanus). Vid Nordeuropas kustlinjer förekommer arten tånglake (Zoarces viviparus).
Familjen utgörs av 60 släkten med tillsammans cirka 300 arter.